# HMS Aurora (12)
L'HMS Aurora va ser un creuer lleuger de classe Arethusa de la Royal Navy. Va ser construït per Portsmouth Dockyard, amb la quilla posada el 27 de juliol de 1935. Va ser avarat el 20 d'agost de 1936 i es va posar en servei el 12 de novembre de 1937.
El 1948 va ser regalat al govern nacionalista de la Xina i va servir com a vaixell insígnia de la Marina de la República de la Xina, passant a anomenar-se Chongqing. El febrer de 1949 la seva tripulació es va amotinar i va desertar cap als comunistes.

## Història
L'Aurora va servir amb la Home Fleet des de la finalització com a contraalmirall (D). El setembre de 1939 va estar amb el 2n Esquadró de Creuers, escortant combois cap a Escandinàvia i es va dedicar a la caça dels cuirassats alemanys Scharnhorst i Gneisenau. Des d'octubre de 1940 va ser comandat pel capità William Gladstone Agnew. Després de la campanya de Noruega va participar en les operacions de caça del cuirassat alemany Bismarck i, amb el creuer Kenya, va interceptar un dels vaixells de subministrament alemanys, el Belchen, el 3 de juny de 1941.

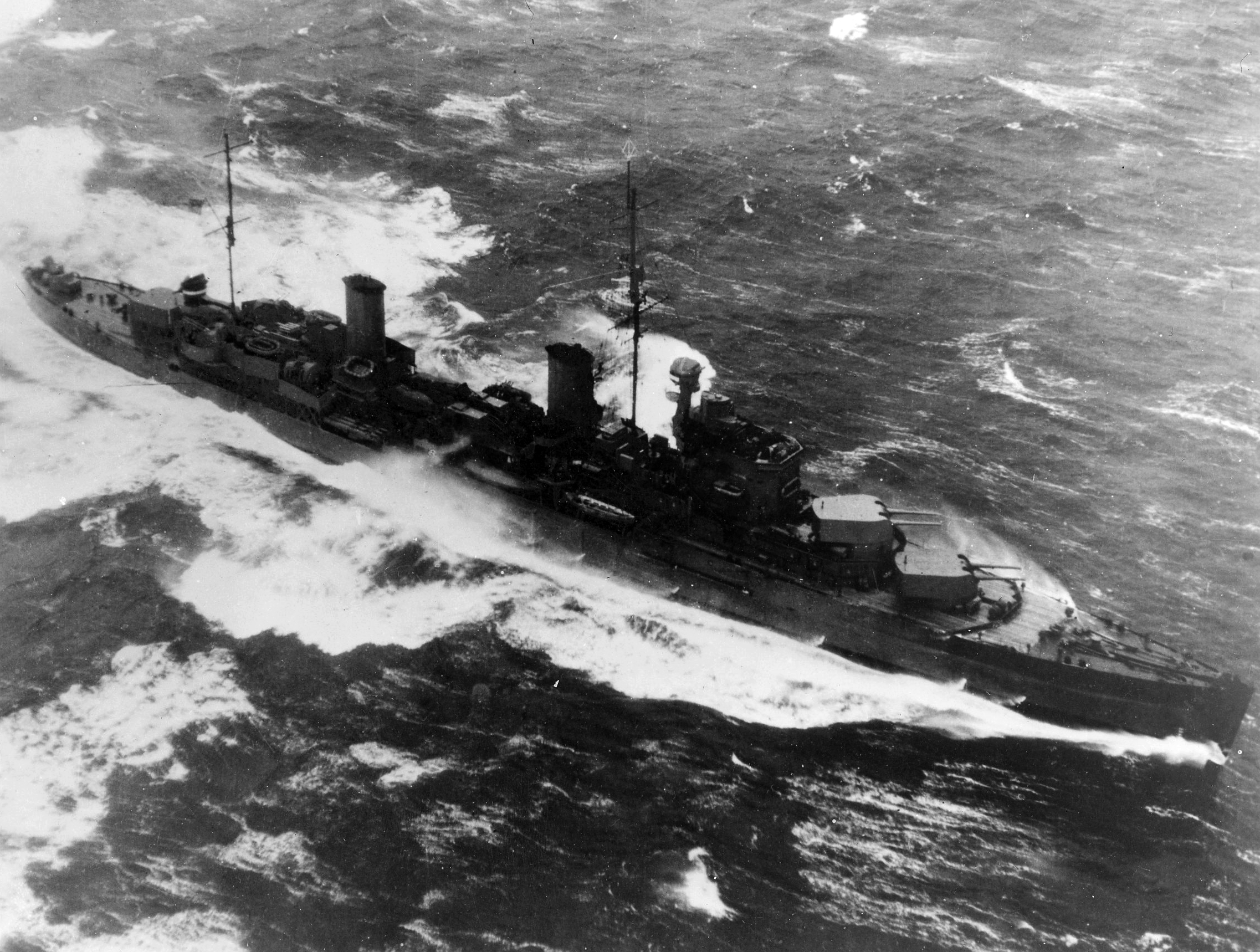
L'Aurora l'Atlàntic Nord, 1940

Entre juliol i agost de 1941, com a part de la Força K amb la Home Fleet, va participar en operacions a Spitzberg i a l'illa de l'Ós (operació Gauntlet). Després d'una d'aquestes sortides, en companyia del creuer Nigeria, va interceptar un comboi de tropes alemanyes al nord de Noruega, i el Bremse alemany va ser enfonsat. A la tardor va ser traslladat al Mediterrani i va arribar a Malta el 21 d'octubre de 1941 per unir-se a una nova Força K.
El 9 de novembre de 1941 al capdavant de la Força K, formada per l'HMS Penelope, el HMS Lance i el HMS Lively, va participar en la destrucció del comboi Beta. En la batalla resultant, el destructor italià Fulmine va ser enfonsat, així com els transports alemanys Duisburg i San Marco i els transports italians Maria, Sagitta i Rina Corrado, Conte di Misurata i Minatitlan. Els destructors italians Grecale i Euro van resultar danyats.
El 24 de novembre la Força K, formada pels creuers lleugers britànics Aurora i Penelope i els destructors Lance i Lively, va interceptar un comboi de l'Eix a unes 100 milles nàutiques a l'oest de Creta. El comboi de l'Eix anava des de l'Egeu fins a Bengasi. Els dos transports alemanys del comboi, Maritza i Procida, van ser enfonsats pel Penelope i el Lively malgrat la presència de les torpedineres italians Lupo i Cassiopea. L'1 de desembre de 1941 la Força K amb el Penelope i el Lively van atacar el comboi Mantovani. El destructor italià Alvise Da Mosto i l'únic vaixell de càrrega Mantovani van ser enfonsats.
L'HMS Aurora també va participar en la primera batalla de Sirte el 17 de desembre de 1941. El 19 de desembre mentre s'escapava de Trípoli va ser molt danyat en un camp de mines i es va veure obligada a retirar-se a Malta.
Després del seu retorn a la Mediterrània es va unir a la Força H, i al novembre va formar part del Centre de Task Force per als Desembarcaments al Nord d'Àfrica, l'operació Torxa. Al costat d'Orà, va enfrontar-se als destructors francesos de Vichy Tramontane i Tornade el 8 de novembre de 1942, enfonsant-los i danyant-los tant que va haver de ser varats. L'endemà va fer malbé el destructor Épervier i la va portar a terra. Al desembre estava operant com a part de la Força Q a Bône contra els combois d'evacuació i subministrament de l'Eix entre Trapani i Tunis.
Després, com a unitat del 15è Esquadró de Creuers, va participar en la invasió de Sicília i el desembarcament de Salern (operació Allau) abans de traslladar-se a l'Egeu l'octubre de 1943. Mentre escortava els destructors britànics que reforçaven les tropes a l'illa de Leros el 30 d'octubre, va ser atacada pels avions Junkers Ju 87 i Ju 88 alemanys davant de Castellorizo, i va rebre una bomba de 500 kg impactada a popa de l'embut posterior. L'explosió i el posterior incendi van matar 47 tripulants. L'Aurora es va veure obligat a retirar-se a Tàrent per a les reparacions que van durar fins a l'abril de 1944. L'agost de 1944 es trobava al desembarcament al sud de França, després va tornar a l'Egeu, on va ajudar a l'alliberament d'Atenes. Un membre notable de la tripulació va ser l'actor Kenneth More, que va utilitzar les seves habilitats teatrals en el seu paper de "difusor d'acció" per descriure a la tripulació sota coberta mitjançant el sistema de megafonia el que passava quan el vaixell estava en acció.

### Servei xinès
Després de la guerra, l'Aurora va ser venut el 19 de maig de 1948 a la Marina xinesa com a compensació per sis vaixells de patrulla xinesos i un vaixell de càrrega que els britànics van confiscar a Hong Kong i van perdre durant la guerra. Va ser rebatejat com a Chung King, després de la capital de la guerra xinesa de Chung King (Chongqing), i es va convertir en el vaixell insígnia de la Marina de la República de la Xina sota el comandament del capità Deng Zhaoxiang. Chiang Kai-shek va passar una estona al vaixell observant l'empitjorament de la situació militar en alguns moments.

### Motí i servei comunista
La tripulació no es va conformar després de no haver cobrat des del desembre de 1948, quan el mateix vaixell va ser assignat per custodiar 500.000 dòlars en dòlars de plata, i va planejar un motí durant setmanes. El 24 de febrer de 1949 els amotinats es van assabentar que el seu pla havia estat descobert, van obrir l'armari de les armes lleugeres i es van fer càrrec del vaixell. Van forçar el capità a pujar al pont i van amenaçar amb volar el vaixell si no feia marxar el vaixell. A les 03:00 del 25 de febrer, el capità Deng va cedir i va salpar amb llums fosques. Després d'anunciar a tota la tripulació que tenien la intenció de desertar als comunistes amb el vaixell, es va formar un grup antirevolució que va amenaçar de recuperar el vaixell. El vaixell va arribar a Yantai i la plata es va repartir entre la tripulació, evitant la contrarebel·lió. Un cop a Yantai, però, les autoritats comunistes locals van ser necessàries per sufocar la contrarebel·lió. El vaixell es va traslladar al port de Huludao després de ser detectat per avions de reconeixement nacionalistes, i el 21 de març de 1949 va ser enfonsat al port de Huludao per avions nacionalistes. Més tard va ser rescatat amb l'ajuda soviètica, però després es va despullar com a "pagament". Els motors originals van ser enviats al Departament d'Electricitat de Xangai i van ser substituïts per motors del vaixell de defensa costaner enfonsat Hai Yung. El PLA va considerar la readaptació del vaixell seguint les línies dels destructors de classe Anshan que havien rebut, amb un armament de 4 torretes B-2LM i 8 bessones de 57 mm, però aquests plans encara eren massa cars, de manera que el casc buit va passar la resta de la seva vida com a vaixell d'allotjament i magatzem, després va ser rebatejat com a Huang He (Riu Groc) el 1959, quan va ser traslladat a Xangai el 27 d'octubre d'aquell any per convertir-lo en un vaixell de salvament amb un pressupost previst de 3 milions de ¥. Després de gastar 276.000 ¥, el projecte de conversió es va cancel·lar i el vaixell va ser transferit una vegada més, aquesta vegada a Tianjin el juny de 1965, utilitzat com a vaixell de caserna i rebatejat com a Pei Ching. Va ser desballestat en algun moment durant la Revolució Cultural. La tauleta del seu nom i la campana del vaixell es van conservar al Museu Militar de la Revolució del Poble Xinès.